# هاب شارب
جيمس "هاب" شارب (بالإنجليزية: Hap Sharp)‏(1 يناير 1928 – 7 مايو 1993)، سائق سيارات سباق أمريكي، شارك في ستة سباقات من بطولة العالم للفورمولا 1. ومع ذلك، اشتهر أكثر بكونه شريكًا في الملكية وسائقًا لسيارات شابارال   الرياضية الثورية التي تم تصنيعها من قبل جيم هال وهاب شارب في مدينة ميدلاند بولاية تكساس.  
في عام 1962، أسس جيم هول وهاب شارب شركة شابارال كارز، وشرعا فورًا في تصميم وبناء سيارة شابارال 2، وهي سيارة بمحرك وسط تتميز بهيكل نصف أحادي مصنوع من الألياف الزجاجية مستوحى من تقنيات الفضاء.